# Ulm Challenger 1995
Lo Ulm Challenger 1995 è stato un torneo di tennis facente parte della categoria ATP Challenger Series nell'ambito dell'ATP Challenger Series 1995. Il torneo si è giocato a Ulma in Germania dal 10 al 16 luglio 1995 su campi in terra rossa.

## Vincitori

### Singolare
Carl-Uwe Steeb ha battuto in finale  Karim Alami con il punteggio di 4–6, 7–6, 6–0

### Doppio
Pablo Albano /  Tom Kempers hanno battuto in finale  Karim Alami /  Gábor Köves con il punteggio di 6–7, 6–4, 6–4